# Чемпионат мира по спортивному ориентированию среди юниоров

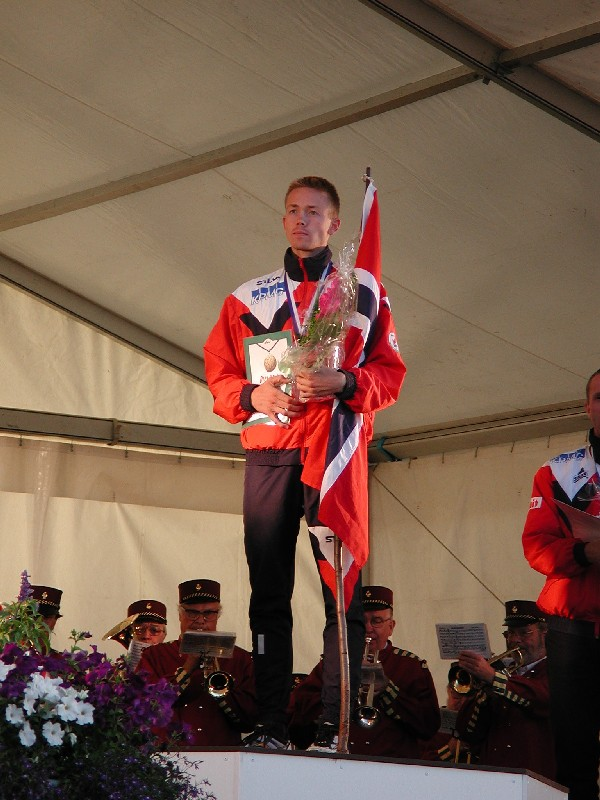
Йорген Роструп (1997/1998-ch)

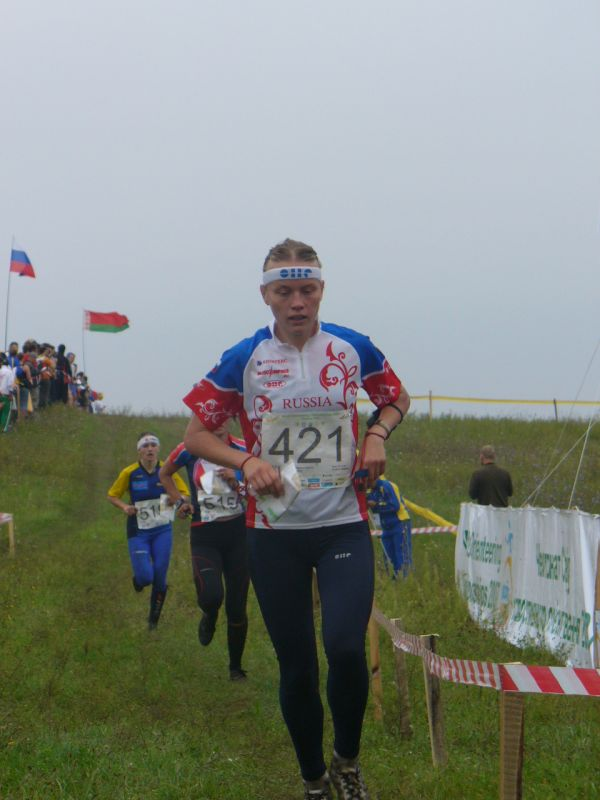
Татьяна Переляева (1998/2000-ch)

Чемпионат мира по спортивному ориентированию среди юниоров (англ. Junior World Orienteering Championships (JWOC)) — соревнования, проводимые международной федерацией спортивного ориентирования среди юношей и девушек не старше 20 лет с целью выявления сильнейших спортсменов. Первые официальные соревнования прошли в 1990 году и с тех пор проводятся ежегодно.

## История
Первый международный матч среди юниоров состоялся в 1983 году недалеко от городка Рю (Дания) в центральной части Дании. Затем в 1984 году матч среди юниоров прошел в австрийском Хартберге, а в 1985 году во Франции (фр. Font-Romeau). C 1986 года (Венгрия, Печ) матч стал неофициальным чемпионатом мира среди юниоров и в последующие года проводился в Англии (Амблсайд, 1987), Бельгии (Эйпен, 1988) и Австрии (Зефельд/Куфштайн, 1989). Начиная с 1990 года соревнования среди юниоров по спортивному ориентированию получили официальный статус и проводятся по эгидой ИОФ.

## Программа
Текущая программа чемпионата мира состоит из следующих дисциплин:
- Спринт
- Средняя дистанция
- Длинная дистанция
- Эстафета

Изначально на ЮЧМ проводились только индивидуальная гонка и эстафета. Короткая дистанция (англ. short distance) была введена в программу чемпионатов в 1991 году и оставалась там вплоть до 2004 года, когда стала называться средней дистанцией.
Неофициальная спринтерская гонка была проведена в 2005 году на чемпионате мира среди юниоров в Швейцарии. Со следующего 2006 года спринт официально появился в программе чемпионатов мира. В том же 2006 году классическая гонка была переименована в длинную.

## Места проведения

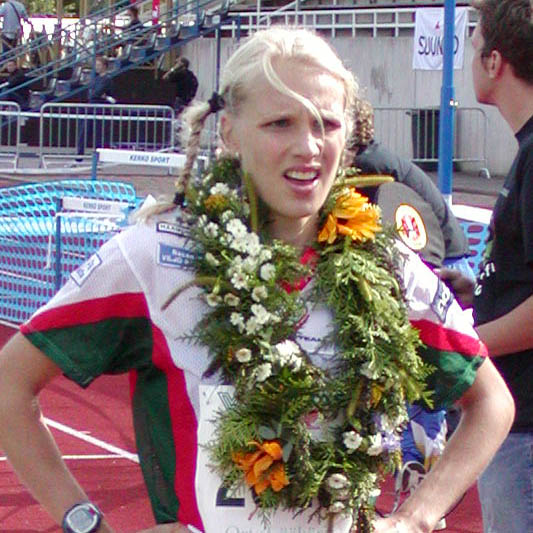
Минна Кауппи (2001/2002-ch)

| Год  | Дата             | Место проведения            |
| ---- | ---------------- | --------------------------- |
| 1990 | 7-12 июль        | Эльвсбюн, Швеция            |
| 1991 | 7-13 июль        | Берлин, Германия            |
| 1992 | 7-13 июль        | Ювяскюля, Финляндия         |
| 1993 | 7-10 июль        | Кастельротто, Италия        |
| 1994 | 12-16 июль       | Гдыня, Польша               |
| 1995 | 9-12 июль        | Хорсенс, Дания              |
| 1996 | 8-14 июль        | Говора, Румыния             |
| 1997 | 7-13 июль        | Леопольдсбург, Бельгия      |
| 1998 | 13-18 июль       | Реймс, Франция              |
| 1999 | 5-11 июль        | Варна, Болгария             |
| 2000 | 9-15 июль        | Нове-Место-на-Мораве, Чехия |
| 2001 | 9-15 июль        | Мишкольц, Венгрия           |
| 2002 | 7-14 июль        | Аликанте, Испания           |
| 2003 | 7-12 июль        | Пылва, Эстония              |
| 2004 | 5-11 июль        | Гданьск, Польша             |
| 2005 | 11-16 июль       | Тенеро, Швейцария           |
| 2006 | 2-7 июль         | Друскининкай, Литва         |
| 2007 | 7-15 июль        | Даббо, Австралия            |
| 2008 | 30 июнь — 6 июль | Гётеборг, Швеция            |
| 2009 | 6-11 июль        | Примьеро, Италия            |
| 2010 | 4-11 июль        | Ольборг, Дания              |
| 2011 | 2-9 июль         | Румя — Вейхерово, Польша    |
| 2012 | 7-14 июль        | Кошице, Словакия            |
| 2013 | 30 июня-6 июля   | Градец-Кралове Чехия        |
| 2014 | 22-27 июля       | Боровец, Болгария           |
| 2015 | 4-10 июля        | Рауланд, Норвегия           |
| 2016 | 10-18 июля       | Энгадин, Швейцария          |
| 2017 | 9-16 июль        | Тампере, Финляндия          |
| 2018 | 8-15 июль        | Кечкемет, Венгрия           |
| 2019 |                  | Дания                       |

## Спринт
Впервые введен в программу чемпионатов мира среди юниоров в 2006 году.

### Мужчины

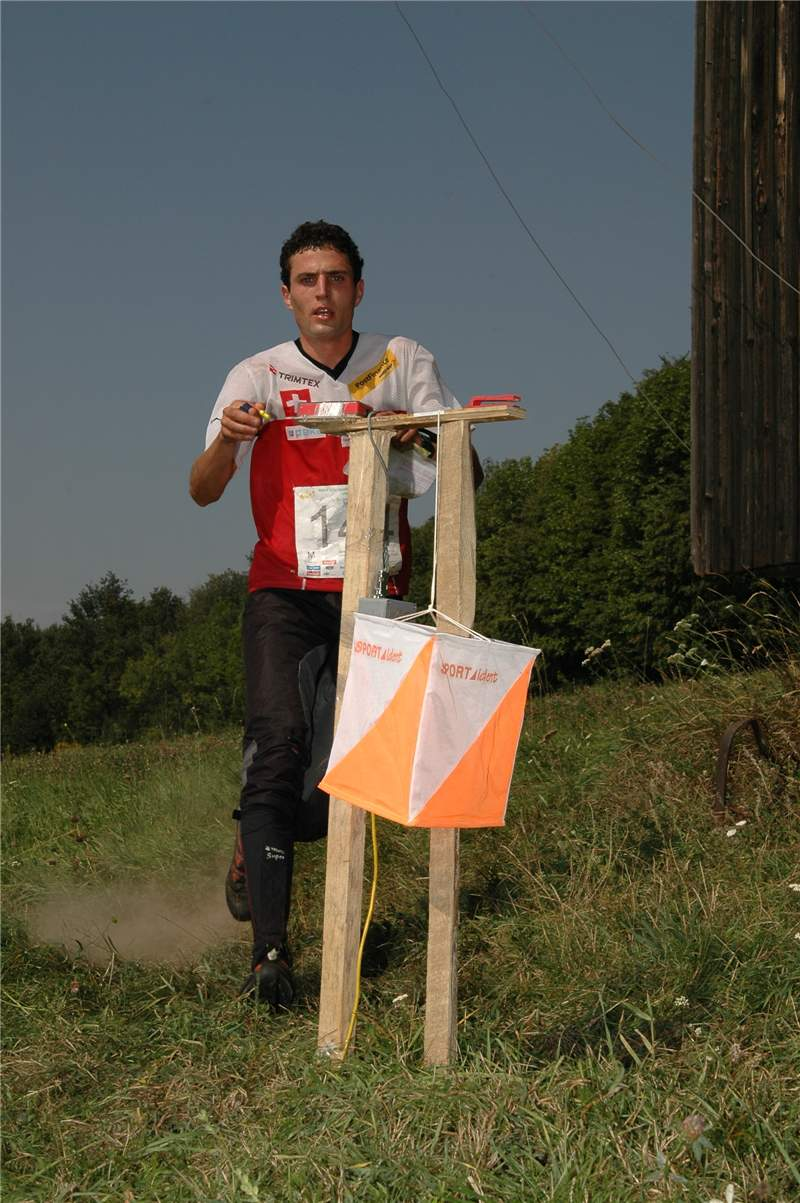
Матиас Мерц (2004-ch)

Чемпионы в спринте среди юниоров разных лет
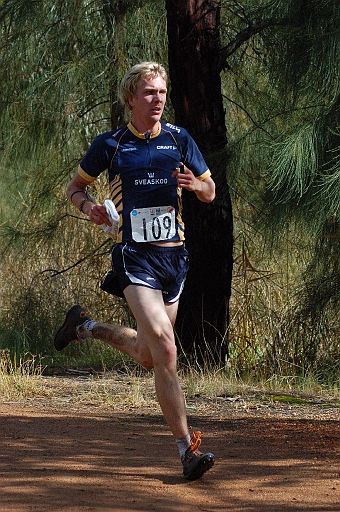
Микаэль Кристенссон
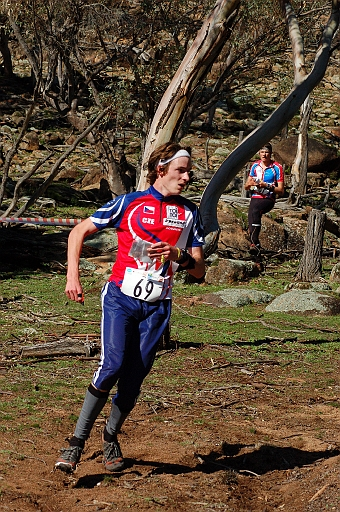
Войтех Краль
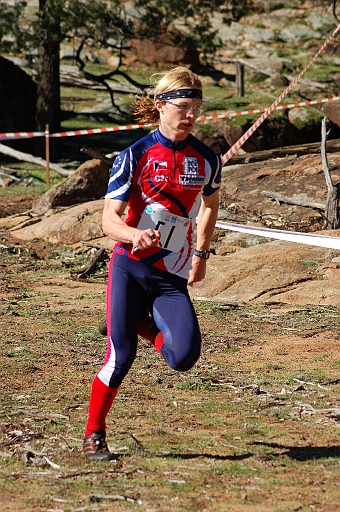
Степан Кодеда
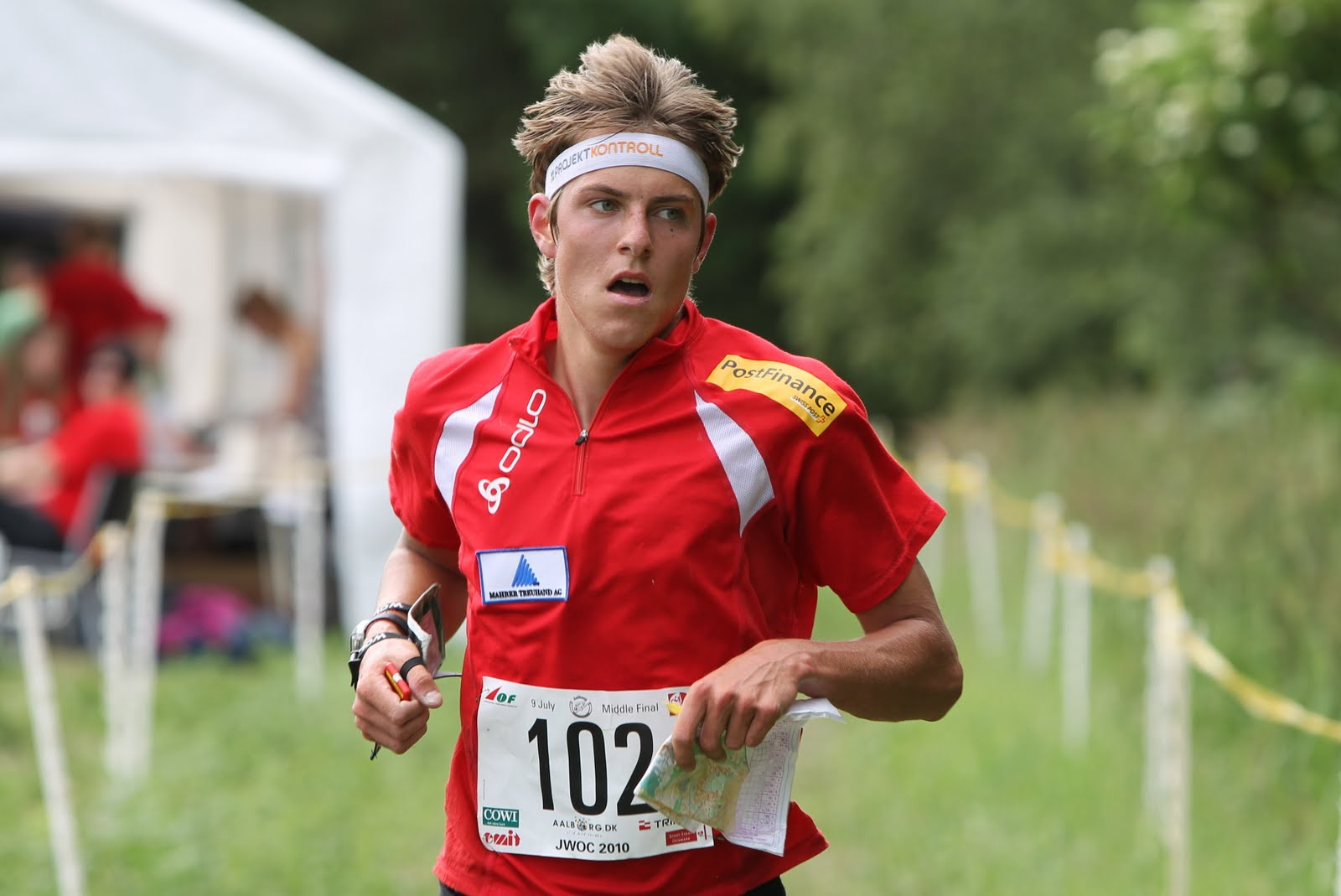
Матиас Кибурц
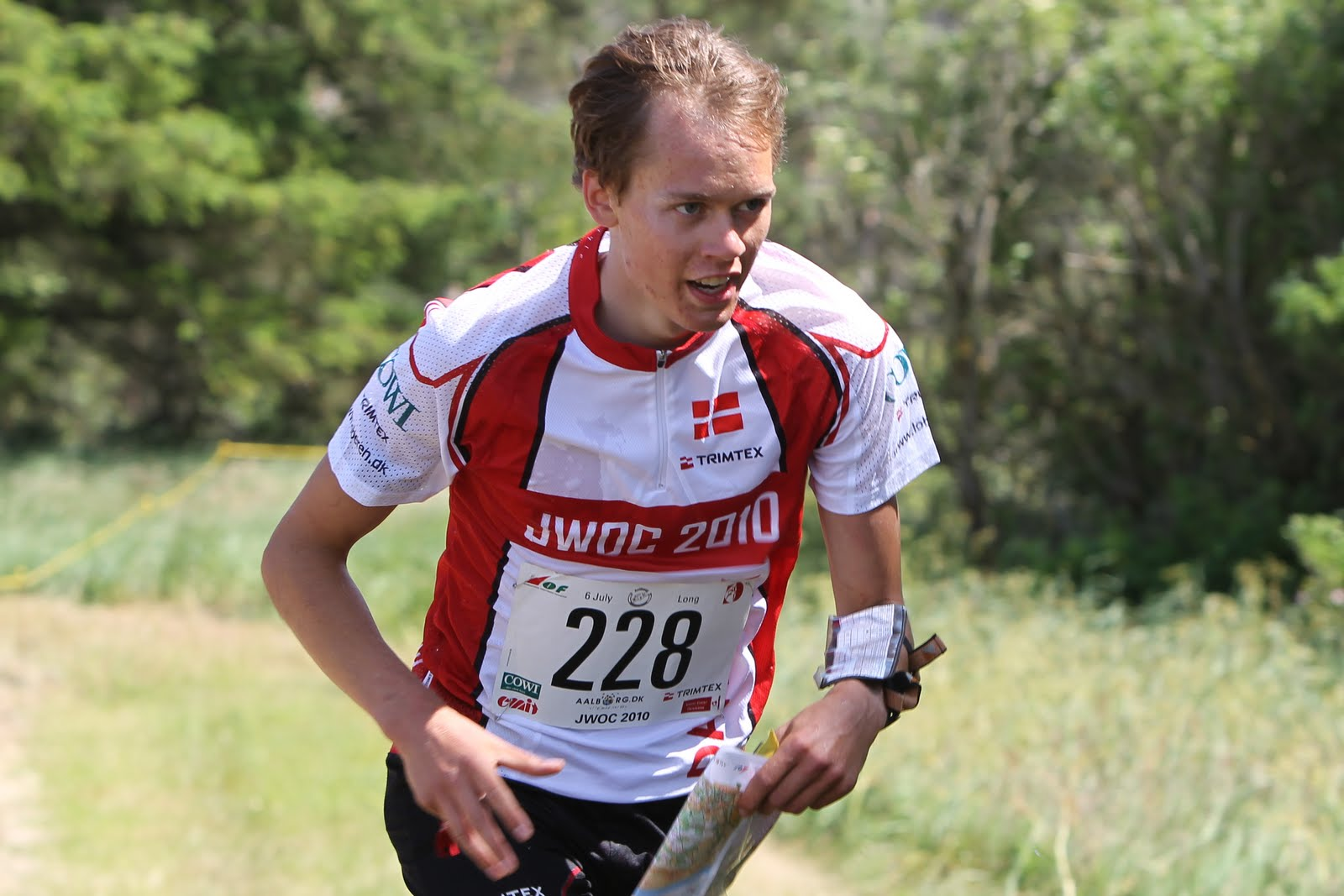
Расмус Тране Хансен

| Год  | Золото              | Серебро         | Бронза                            | Прим.                                           |
| ---- | ------------------- | --------------- | --------------------------------- | ----------------------------------------------- |
| 2006 | Микаэль Кристенссон | Патрик Карлссон | Руслан Глебов                     | 3.2 км, 16 кп                                   |
| 2007 | Войтех Краль        | Олаф Лунданес   | Иван Сираков                      | 3.25 км, 18 кп                                  |
| 2008 | Степан Кодеда       | Юхан Рунессон   | Сёрен Бобах                       | 2.81 км, 16 кп                                  |
| 2009 | Матиас Кибурц       | Милош Никодим   | Мартин Хубман                     | 3.1 км, 24 кп                                   |
| 2010 | Расмус Тране Хансен | Кристиан Джонс  | Юнас Леандерссон Вегар Даниельсон | 2.675 км, 22 кп результаты (недоступная ссылка) |
| 2011 | Люка Бассе          | Андреу Бланес   | Флориан Ховальд                   | 2.9 км, 23 кп результаты                        |

### Женщины

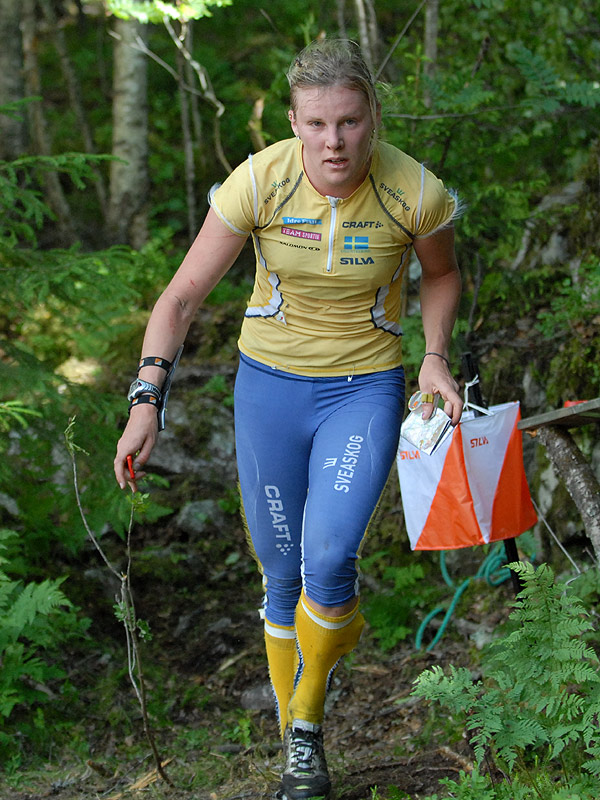
Хелена Янссон (2004-ch)

| Год  | Золото                 | Серебро                  | Бронза          | Прим.                                           |
| ---- | ---------------------- | ------------------------ | --------------- | ----------------------------------------------- |
| 2006 | И. Хультгреен Вельтцин | Хэнни Оллстон            | Ева Свенссон    | 2.5 км, 13 кп 121 участников                    |
| 2007 | Ева Свенссон           | Шарка Свободна           | Майя Альм       | 2.7 км, 17 кп                                   |
| 2008 | Эмма Клингенберг       | Силье Экролл Ярен        | Йенни Лённквист | 2.56 км, 13 кп                                  |
| 2009 | Йенни Лённквист        | Ида Бобах Тереза Новотна |                 | 2.5 км, 21 кп                                   |
| 2010 | Ида Бобах              | Ханна Вишневская         | Моника Гайда    | 2.325 км, 19 кп результаты (недоступная ссылка) |
| 2011 | Ида Бобах              | Эмма Клингенберг         | Тереза Новотна  | 2.5 км, 22 кп результаты                        |

## Средняя
С 1991 года по 2003 год дисциплина называлась короткой гонкой, с 2004 — средней.

### Мужчины
| Год  | Золото                                         | Серебро             | Бронза              | Прим.                                                             |
| ---- | ---------------------------------------------- | ------------------- | ------------------- | ----------------------------------------------------------------- |
| 1991 | Януш Порзыч                                    | Микко Лепо          | Стефан Сандаль      | 6.02 км, 14 кп, 48 участников                                     |
| 1992 | Микко Лепо                                     | Бернт Бьёрнсгорд    | Иоаким Карлсон      | 3.6 км, 10 кп                                                     |
| 1993 | Вацлав Закоурил                                | Бернт Бьёрнсгорд    | Микко Лепо          |                                                                   |
| 1994 | Йон Энгквист                                   | Хольгер Хотт        | Томми Тёльккё       | 5.2 км, 12 кп                                                     |
| 1995 | Габор Домоньик                                 | Томас Закоурил      | Михаил Мамлеев      | 4.675 км, 11 кп, 142 участников                                   |
| 1996 | Габор Домоньик                                 | Юхан Модиг          | Горацио Греку       |                                                                   |
| 1997 | Йорген Роструп                                 | Рикард Гуннарсон    | Пер Эберг           | 5.0 км, 18 кп, 60 участников                                      |
| 1998 | Йорген Роструп                                 | Рикард Гуннарсон    | Х. Петерсон         |                                                                   |
| 1999 | Йонне Лаканен                                  | Сергей Детков       | Тьерри Жоржиу       | 4.8 км, 14 кп                                                     |
| 2000 | Михал Смола                                    | Збынек Гора         | Яромир Швиговски    |                                                                   |
| 2001 | Мариус Бьюган                                  | Ян Троэнг           | Михал Смола         | 4.808 км, 13 кп                                                   |
| 2002 | Эрик Андерсон                                  | Туомас Терво        | Йёрген Викхольм     | 4.65 км, 14 кп                                                    |
| 2003 | Матиас Мерц                                    | Туомас Терво        | Алексей Бортник     | 3.6 км, 11 кп                                                     |
| 2004 | Эудин Б. Нильсен                               | Матиас Мерц         | Симонас Крепшта     | 4.61 км, 14 кп                                                    |
| 2005 | Фабиан Хертнер                                 | Филипп Адамски      | Ханну Айрила        | 3.5 км, 17 кп                                                     |
| 2006 | Ян Бенеш Сёрен Бобах                           |                     | Олаф Лунданес       | 4.4 км                                                            |
| 2007 | Олаф Лунданес                                  | Петтер Эриксон      | Мартин Хубман       | 4.5 км, 22 кп                                                     |
| 2008 | Юхан Рунесон                                   | Ульф Форсет Индгорд | Сёрен Бобах         | 4.1 км, 16 кп                                                     |
| 2009 | Олли-Маркус Тайвайнен                          | Филипп Заутер       | Ульф Форсет Индгорд | 4.1 км, 19 кп                                                     |
| 2010 | Гёуте Халлан Стейвер                           | Юнас Леандерссон    | Улле Бустрём        | 4.675 км, 23 кп результаты                                        |
| 2011 | Роберт Мерль Topias Tiainen Дмитрий Наконечный |                     |                     | 4.2 км, 17 кп результаты Все трое показали одинаковое время 25:43 |

### Женщины
| Год  | Золото              | Серебро             | Бронза                      | Прим.                          |
| ---- | ------------------- | ------------------- | --------------------------- | ------------------------------ |
| 1991 | Кристин Либих       | Йоханна Тийра       | Каролина А.-Хёйсгорд        | 4.43 км, 11 кп 48 участ.       |
| 1992 | Барбара Бачек       | Рийтта Корпела      | Элисабет Ингвальдсен        | 2.8 км, 8 кп 49 участ.         |
| 1993 | Тенна Норгорд       | Сату Мякитамми      | Лийса Анттила               | 3.35 км, 12 кп                 |
| 1994 | Сюнне Леа           | Пиа Ульссон         | Терхи Хюттинен              | 3.9 км, 9 кп                   |
| 1995 | Кристина Грёндаль   | Карин Шмальфельд    | Ива Навратилова             | 3.52 км, 10 кп, 101 участников |
| 1996 | Эникё Фей           | Анника Бьорк        | Юлия Морозова               | 3.79 км, 9 кп, 113 участ.      |
| 1997 | Ханна Хейсканен     | Катержина Микшова   | Хели Юккола                 | 4.2 км, 14 кп                  |
| 1998 | Татьяна Переляева   | Астрид Фричи        | Ханна Хейсканен             |                                |
| 1999 | Регула Хуллигер     | Салла Сукки         | Йоханна Сеппинен            | 3.95 км, 14 кп                 |
| 2000 | Камилла Берглунд    | Мария Бергквист     | Минна Кауппи                |                                |
| 2001 | Минна Кауппи        | Ева Саргаутите      | Кайса Нильссон              | 3.903 км, 11 кп                |
| 2002 | Минна Кауппи        | Индре Валайте       | Мартина Фричи               | 3.8 км, 13 кп                  |
| 2003 | Лаура Хокка         | Сигне Сёэс          | Эвели Сауе                  | 3.7 км, 12 кп                  |
| 2004 | Хелена Янссон       | Радка Брожкова      | Анни-Майя Финке             | 4.13 км, 12 кп                 |
| 2005 | Анна Перссон        | Хейни Веннман       | Хэнни Оллстон               | 3.0 км, 14 кп                  |
| 2006 | Бетти А. Б. Нильсен | Улрика Уотила       | Сигне Клинтинг              | 3.6 км, 14 кп                  |
| 2007 | Йенни Лённквист     | Ида Мария Бьёргуль  | Татьяна Мендель Сайла Кинни | 3.6 км, 21 кп                  |
| 2008 | Венла Ниеми         | Беата Фальк         | Карен Д’Арревиль            | 3.0 км, 12 кп                  |
| 2009 | Туве Александерссон | Нюдаль Бритт Ингунн | Ида Бобах                   | 3.1 км, 11 кп                  |
| 2010 | Туве Александерссон | Лилиан Форсгрен     | Зарина Енцер                | 3.9 км, 20 кп результаты       |
| 2011 | Ида Бобах           | Туве Александерссон | Эмма Клингенберг            | 3.5 км, 14 кп                  |

## Длинная
Дисциплина с 1991 года по 2003 называлась классической гонкой, с 2004 называется длинной.

### Мужчины
| Год  | Золото           | Серебро           | Бронза            | Прим.                      |
| ---- | ---------------- | ----------------- | ----------------- | -------------------------- |
| 1990 | Микаэль Бустрём  | Джимми Бирклин    | Сёрен Нюмальм     |                            |
| 1991 | Ивар Жагарс      | Томаш Долежал     | Микко Лепо        |                            |
| 1992 | Юхан Несман      | Крис Теркельсен   | Фредрик Лёвегрен  |                            |
| 1993 | Один Теллесбрё   | Торбен Нёргорд    | Томми Тёльккё     |                            |
| 1994 | Роберт Банах     | Януш Глищиньский  | Томми Тёльккё     |                            |
| 1995 | Габор Домоньик   | Михаил Мамлеев    | Яни Лаканен       |                            |
| 1996 | Маричель Олару   | Андерс Аксенборг  | Яни Лаканен       |                            |
| 1997 | Юхан Модиг       | Владимир Лучан    | Мариан Давидик    |                            |
| 1998 | Хокан Петтерссон | Тьерри Жоржиу     | Йорген Роструп    |                            |
| 1999 | Андрей Храмов    | Микко Хейкеля     | Трой де Хаас      |                            |
| 2000 | Иржи Казда       | Паси Иконен       | Яромир Швиговский |                            |
| 2001 | Андрей Храмов    | Мортен Бустрём    | Михал Смола       |                            |
| 2002 | Даниэль Хубман   | Войцех Ковальский | Алексей Бортник   |                            |
| 2003 | Дмитрий Цветков  | Матиас Мерц       | Даниэль Хубман    |                            |
| 2004 | Матиас Мерц      | Мартин Юхансон    | Симонас Крепшта   |                            |
| 2005 | Олаф Лунданес    | Андреас Редлингер | Филипп Адамски    |                            |
| 2006 | Андерс Скархольт | Олаф Лунданес     | Маркус Пуусепп    |                            |
| 2007 | Олаф Лунданес    | Магне Дэли        | Христиан Бобах    |                            |
| 2008 | Юхан Рунессон    | Тимо Силд         | Матиас Кибурц     | 10.2 км, 21 кп             |
| 2009 | Густав Бергман   | Сёрен Бобах       | Мартин Хубман     | 9.5 км, 29 кп              |
| 2010 | Павел Кубат      | Юхан Рунессон     | Матиас Кибурц     | 11.275 км, 30 кп           |
| 2011 | Ингве Скогстад   | Роберт Мерль      | Люка Бассе        | 11.1 км, 23 кп, результаты |

### Женщины
| Год  | Золото            | Серебро                 | Бронза               | Прим.                     |
| ---- | ----------------- | ----------------------- | -------------------- | ------------------------- |
| 1990 | Торунн Фоссли     | Марлена Янссон          | Мари Луккаринен      |                           |
| 1991 | Мари Луккаринен   | Марцела Кубаткова       | Катарина Альберг     |                           |
| 1992 | Барбара Бачек     | Йоханна Тийра           | Ханне Стафф          |                           |
| 1993 | Лийса Анттила     | Тенна Нёргорд           | Гана Долежелова      |                           |
| 1994 | Кристина Грёндаль | Пиа Ульссон             | Ева Козловска        |                           |
| 1995 | Кристина Грёндаль | Ленка Чехова            | Катержина Микшова    |                           |
| 1996 | Эникё Фей         | Катержина Працна        | Карин Шмальфельд     |                           |
| 1997 | Симона Лудер      | Ханна Хейсканен         | Регула Хуллигер      |                           |
| 1998 | Ханна Хейсканен   | Татьяна Переляева       | Ева Юрженикова       |                           |
| 1999 | Регула Хуллигер   | Татьяна Переляева       | Каталин Хетц         |                           |
| 2000 | Татьяна Переляева | Марианне Риддерволль    | Наталья Потопальская |                           |
| 2001 | Дана Брожкова     | Пинья Сатри             | Дарья Смолик         |                           |
| 2002 | Тийна Кивимяки    | Михаэла Пржичкова       | Минна Кауппи         |                           |
| 2003 | Мартина Дочкалова | Анни-Майя Финке         | Хелена Янссон        |                           |
| 2004 | Силья Тарвонен    | Селина Стадлер          | Эллисон О’Нил        |                           |
| 2005 | Мари Фастинг      | Элиза Эсет              | Паула Исо-Маркку     |                           |
| 2006 | Хэнни Оллстон     | Б. А. Бьеркрейм Нильсен | Элина Сканце         |                           |
| 2007 | Сири Ульвестад    | Кине Халлан Стейвер     | Хейни Сааримяки      |                           |
| 2008 | Йенни Лённквист   | Беата Фальк             | Сири Ульвестад       | 6.7 км, 15 кп             |
| 2009 | Ида Бобах         | Йенни Лённквист         | Марика Тейни         | 5.7 км, 18 кп             |
| 2010 | Ида Бобах         | Терезе Клинтберг        | Сари Анттонен        | 7.25 км, 21 кп            |
| 2011 | Ида Бобах         | Эмма Клингенберг        | Туве Александерссон  | 7.7 км, 20 кп, результаты |

## Эстафета

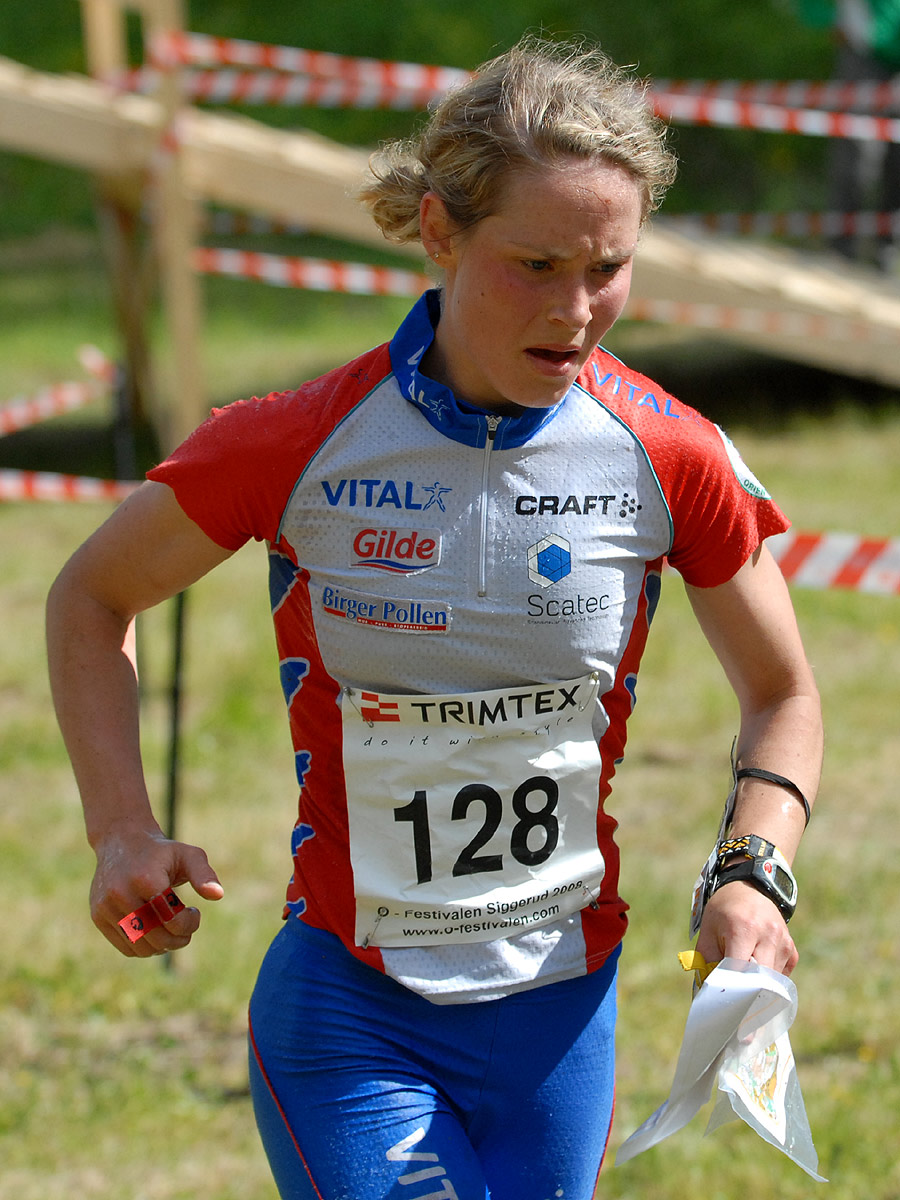
Mari Fasting (2005-ch)

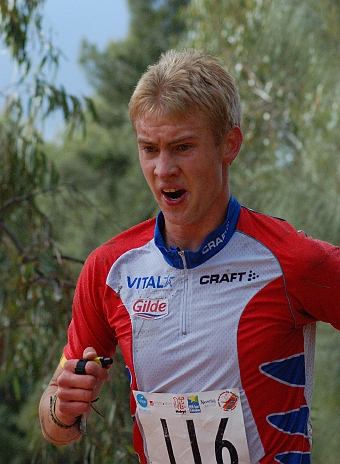
Olav Lundanes (2005/2007-ch)

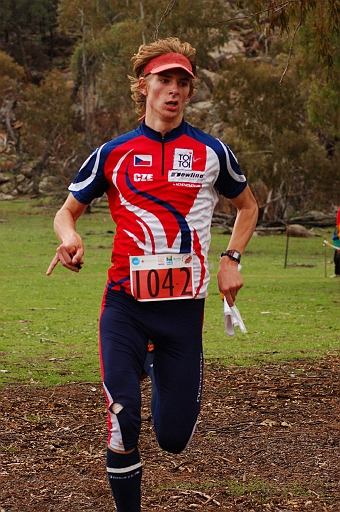
Jan Benes (2006-ch)

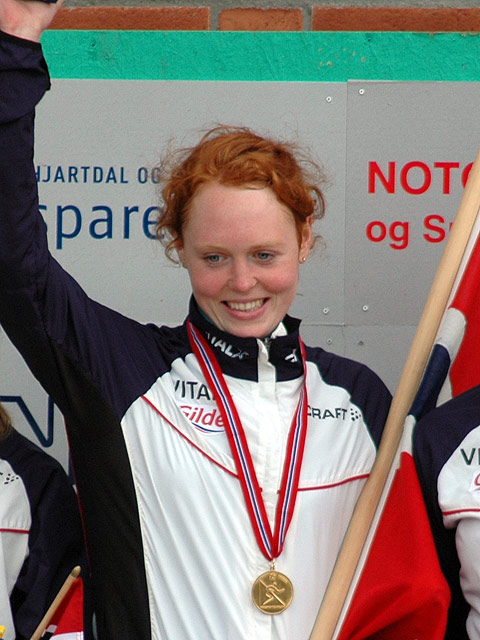
Betty Ann Bjerkreim Nilsen (2006-ch)

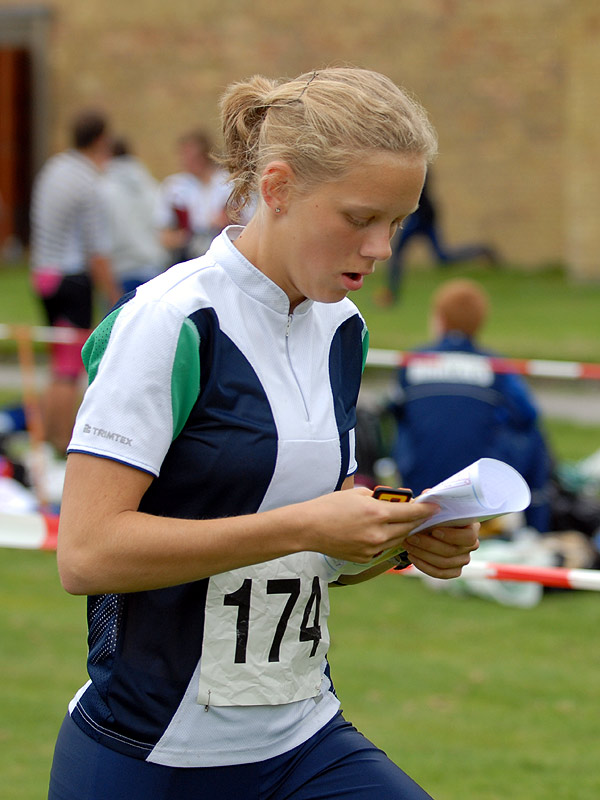
Siri Ulvestad (2007-ch)

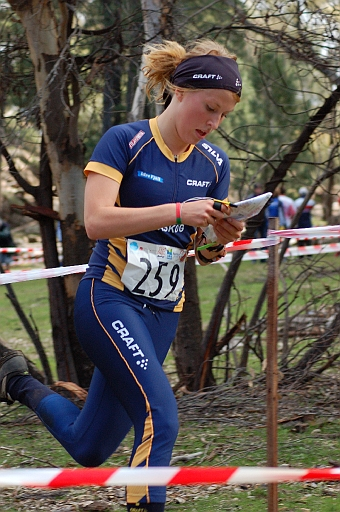
Jenny Lönnkvist (2008-ch)

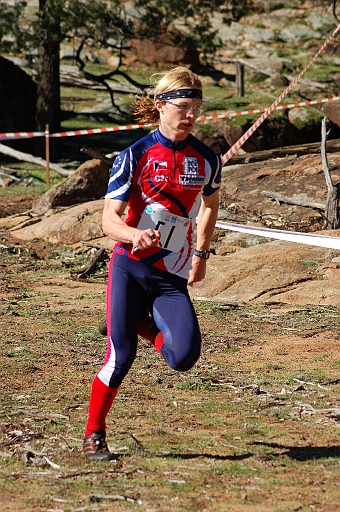
Stepan Kodeda (2008-ch)

### Мужчины
| Год  | Золото                                                                 | Серебро                                                          | Бронза                                                                      | Прим.      |
| ---- | ---------------------------------------------------------------------- | ---------------------------------------------------------------- | --------------------------------------------------------------------------- | ---------- |
| 1990 | Финляндия · Микаэль Бустрём · Сёрен Нюмальм · Киммо Лильестрём         | Швеция · Микаэль Пальмберг · Клас Карлсон · Джимми Бирклин       | Норвегия · Туре Сандвик · Эспен Бергстрём · Харальд Бакке                   |            |
| 1991 | Швеция · Фредрик Лёвегрен · Магнус Пальмберг · Андреас Нильсон         | СССР · Гиртс Вегерис · Янис Озолиньш · Ивар Жагарс               | Чехословакия Алеш Драгоновский Томаш Долежал Либор Зржидкавеселы            |            |
| 1992 | Финляндия · Аарто Хирви · Марко Питкянен · Микко Лепо                  | Норвегия · Кнут Ольде · Стейн Крогстад · Тормод Берг             | Швеция · Андерс Окерман · Юхан Несман · Фредрик Лёвегрен                    |            |
| 1993 | Финляндия · Симо Мартомаа · Томи Тёльккё · Микко Лепо                  | Норвегия · Хольгер Хотт · Бернт Бьёрнсгорд · Один Теллесбрё      | Польша · Роберт Банах · Дариуш Микусински · Януш Порзыч                     |            |
| 1994 | Россия · Иван Мурашов · Михаил Мамлеев · Валентин Новиков              | Финляндия · Яркко Хуовила · Лассе Торпо · Симо Мартомаа          | Венгрия · Тамаш Кронвальд · Ференц Леваи · Габор Домоньик                   |            |
| 1995 | Дания · Йеспер Дамгорд · Мадс Ингвардсен · Троельс Нильсен             | Венгрия · Колош Вадя · Лайос Сареч · Габор Домоньик              | Финляндия · Вилле Репо · Яркко Хуовила · Мийка Хернелахти                   |            |
| 1996 | Чехия · Михал Горачек · Владимир Лучан · Любош Матею                   | Словакия · Франтишек Либант · Марош Буковац · Мариан Давидик     | Швейцария · Урс Мюллер · Давид Шнайдер · Адриан Клаузер                     |            |
| 1997 | Швеция · Йонас Пилблад · Юхан Модиг · Пер Эберг                        | Чехия · Лукаш Принда · Михал Горачек · Владимир Лучан            | Словакия · Франтишек Либант · Игор Патрас · Мариан Давидик                  |            |
| 1998 | Швеция · Рикард Гуннарсон · Матс Троенг · Хокан Петерсон               | Финляндия · Паси Иконен · Самули Салменоя · Йонне Лаканен        | Франция · Тьерри Жоржиу · Жан-Баптист Буррен · Франсуа Гонон                |            |
| 1999 | Финляндия · Паси Иконен · Йонне Лаканен · Микко Хейкеля                | Франция · Бенуа Пейвель · Тьерри Жоржиу · Франсуа Гонон          | Швейцария · Беат Штудер · Кристиан Отт · Феликс Бенц                        |            |
| 2000 | Чехия · Иржи Казда · Яромир Швиговский · Михал Смола                   | Швеция · Эрик Элунд · Давид Андерссон · Петер Эберг              | Финляндия · Тимо Сааринен · Маркус Линдеквист · Паси Иконен                 |            |
| 2001 | Чехия · Ян Мразек · Яромир Влах · Михал Смола                          | Польша · Мацей Грабовский · Войцех Ковальский · Войцех Двояк     | Швеция · Давид Андерсон · Эрик Андерсон · Ян Троэнг                         |            |
| 2002 | Швейцария · Матиас Мерц · Даниэль Хубман · Лукас Эбнетер               | Финляндия · Туомас Терво · Юха-Матти Хухтанен · Йёрген Викхольм  | Швеция · Андерс Хольмберг · Юхан Хёй · Эрик Андерссон                       |            |
| 2003 | Россия · Дмитрий Цветков · Дмитрий Екатеринин · Алексей Бортник        | Норвегия · Кристиан Далбю · Ларс Шесет · Аудун Вельтцин          | Швейцария · Ханнес Фридрих · Матиас Мерц · Даниэль Хубман                   |            |
| 2004 | Швеция · Юхан Линдал · Маттиас Миллингер · Мартин Юхансон              | Чехия · Ян Палас · Ян Шедивы · Ян Прохазка                       | Швейцария · Андреас Рюдлингер · Фабиан Хертнер · Матиас Мерц                |            |
| 2005 | Норвегия · Эйстейн Сёренсен · Магне Дэли · Олаф Лунданес               | Чехия · Адам Хромы · Ян Бенеш · Ян Палас                         | Швеция · Йон Фредриксон · Эрик Рост · Микаэль Кристенсон                    |            |
| 2006 | Эстония · Михкель Ярвеойя · Тимо Силд · Маркус Пуусепп                 | Швеция · Фредрик Юханссон · Йон Фредрикссон · Микаэль Кристенсон | Норвегия · Андерс Скархольт · Эрик Сагвольден · Олаф Лунданес               |            |
| 2007 | Чехия · Степан Кодеда · Ян Бенеш · Адам Хромы                          | Норвегия · Торгейр Нёрбех · Магне Дэли · Олаф Лунданес           | Латвия · Микус Жагата · Калвис Михайловс · Анатолий Тарасов                 |            |
| 2008 | Швеция · Эрик Лильеквист · Улле Бустрём · Юхан Рунессон                | Россия 2 · Юрий Кирьянов · Георгий Мавчун · Дмитрий Масный       | Норвегия · Ульф Форсет Индгорд · Бьёрн Даниэльсен Экеберг · Эрик Сагвольден |            |
| 2009 | Швеция · Улле Бустрём · Альбин Ридефельт · Густав Бергман              | Швейцария · Филипп Заутер · Матиас Кубирц · Мартин Хубман        | Дания · Мариус Тране Эдум · Расмус Тране Хансен · Сёрен Бобах               |            |
| 2010 | Норвегия · Steiwer, Gaute Hallan · Kinneberg, Eskil · Вегар Даниельсон | Швеция · Улле Бустрём · Густав Бергман · Юхан Рунессон           | Дания · Boesen, Andreas Hougaard · Мариус Тране Эдум · Расмус Тране Хансен  |            |
| 2011 | Польша · Piotr Parfianowicz · Rafał Podziński · Michał Olejnik         | Швеция · Юнас Нурдстрём · Рикард Ульссон · Альбин Ридефельт      | Чехия · Michal Hubacek · Марек Шустер · Павел Кубат                         | результаты |

### Женщины
| Год  | Золото                                                              | Серебро                                                                 | Бронза                                                                    | Прим.          |
| ---- | ------------------------------------------------------------------- | ----------------------------------------------------------------------- | ------------------------------------------------------------------------- | -------------- |
| 1990 | Норвегия · Ханне Стафф · Торунн Фоссли Сэтре · Ханне Сандстад       | Швеция · Гунилла Сверд · Карин Воллбранд · Марлена Янссон               | Финляндия · Туйя Таммерин · Эйя Куянсуу · Мари Луккаринен                 | official race? |
| 1991 | Финляндия · Йоханна Тийра · Санна Туракайнен · Мари Луккаринен      | Германия Катрин Ренгер Кристин Либих Анке Ксиландер                     | Норвегия · Ханне Стафф · Мири Юргенсен · Берит София Грюделанд            |                |
| 1992 | Швеция · Лена Хассельстрём · Мария Сандстрём · Ханна Ларсон         | Финляндия · Рийтта Корпела · Санна Туракайнен · Йоханна Тийра           | Норвегия · Ханне Стафф · Мири Юргенсен · Элисабет Ингвальдсен             |                |
| 1993 | Швейцария · Бригитта Грюниген · Кэти Вильдер · Мари-Люс Романан     | Финляндия · Сату Мякитамми · Катья Хонкала · Лийса Анттила              | Норвегия · Биргитта Хусебюэ · Мири Юргенсен · Элисабет Ингвальдсен        |                |
| 1994 | Швеция · Пиа Ульссон · Кристина Кулл · Анника Бьорк                 | Финляндия · Сату Мякитамми · Хенна-Рийкка Хухта · Ану Хейккиля          | Польша · Малгоражата Станкевич · Анета Яблонска · Ева Козловска           |                |
| 1995 | Чехия · Катержина Микшова · Катержина Працна · Ева Юрженикова       | Швеция · Мария Далин · Кристин Бакокерс · Анника Бьорк                  | Швейцария · Сюзи Вильдер · Сусанна Верли · Сара Вегмюллер                 |                |
| 1996 | Румыния · Эникё Галл · Жужа Фей · Эникё Фей                         | Швейцария · Симона Лудер · Регула Хуллигер · Сара Вегмюллер             | Россия · Юлия Морозова · Ольга Трехова · Татьяна Переляева                |                |
| 1997 | Швеция · Эмма Энгстранд · Йенни Юханссон · Каталина Асп             | Чехия · Зузана Мацухова · Вендула Клехова · Михаэла Скумалова           | Швейцария · Сара Вегмюллер · Регула Хуллигер · Симона Лудер               |                |
| 1998 | Финляндия · Хели Юккола · Рийна Куусело · Ханна Хейсканен           | Россия · Татьяна Костылёва · Галина Галкина · Татьяна Переляева         | Швейцария · Астрид Фричи · Симона Лудер · Регула Хуллигер                 |                |
| 1999 | Россия · Татьяна Костылёва · Евгения Белова · Татьяна Переляева     | Украина · Ирина Куприянова · Виктория Плохенко · Наталия Потопальская   | Швейцария · Ангела Вильд · Астрид Фричи · Регула Хуллигер                 |                |
| 2000 | Россия · Юлия Съедина · Евгения Белова · Татьяна Переляева          | Швеция · Мария Бергквист · Кайса Гутерстам · Камила Берглунд            | Финляндия · Сара Форсстрём · Мария Рантала · Минна Кауппи                 |                |
| 2001 | Швеция · Анна Лампинен · Кайса Нильссон · Мария Бергквист           | Чехия · Дана Брожкова · Ива Руфферова · Мартина Дочкалова               | Финляндия · Пинья Сатри · Будил Хольмстрём · Минна Кауппи                 |                |
| 2002 | Швейцария · Франциска Воллеб · Мартина Фричи · Леа Мюллер           | Финляндия · Тийна Кивимяки · Пинья Сатри · Минна Кауппи                 | Швеция · Хелена Янссон · Лина Перссон · Анна Лампинен                     |                |
| 2003 | Финляндия · Аннамария Вяли-Клемеля · Хейни Веннман · Силья Тарвонен | Швеция · Анна Лампинен · София Карлссон · Хелена Янссон                 | Норвегия · Марте Гранде Эстбю · Бетти Анн Бьеркрейм Нильсен · Лине Хагман |                |
| 2004 | Швеция · Элина Скантце · Анна Перссон · Хелена Янссон               | Финляндия · Анни-Майя Финке · Хейни Веннман · Силья Тарвонен            | Норвегия · Элиза Эсет · Бетти Анн Бьеркрейм Нильсен · Йорид Флатекваль    |                |
| 2005 | Норвегия · Элиза Эсет · Мари Фастинг · Бетти Анн Бьеркрейм Нильсен  | Швеция · Элина Скантце · Хелена Янссон · Анна Перссон                   | Финляндия · Сайла Кинни · Паула Исо-Маркку · Силья Тарвонен               |                |
| 2006 | Россия · Екатерина Терехова · Татьяна Козлова · Мария Шилова        | Швеция · Линнеа Линдстрём · Анна Перссон · Ева Свенссон                 | Финляндия · София Хааянен · Сайла Кинни · Хейни Веннман                   |                |
| 2007 | Норвегия · Кине Халлан Стейвер · Силье Ярен · Сири Ульвестад        | Швеция · Ева Свенссон · Сара Эскильсон · Йенни Лённквист                | Швейцария · Сара Вюрмли · Юдит Видер · Сабина Хаусвирт                    |                |
| 2008 | Швеция · Беата Фальк · Лина Странд · Йенни Лённквист                | Дания · Ида Бобах · Сигне Клинтинг · Майя Альм                          | Норвегия 2 · Аннетт Баклид · Кине Халлан Стейвер · Марианна Ульвестад     |                |
| 2009 | Швейцария · Фиона Кирк · София Тричлер · Юлия Гросс                 | Норвегия · Бритт Ингунн Нюдаль · Элен Катрина Шерве · Мари Евне Арнесен | Дания · Эмма Клингенберг · Ида Бобах · Сигне Клинтинг                     |                |
| 2010 | Дания · Эмма Клингенберг · Ида Бобах · Сигне Клинтинг               | Чехия · Дениса Косова · Яна Кнапова · Тереза Новотна                    | Россия · Наталья Виноградова · Анастасия Тихонова · Анастасия Трубкина    |                |
| 2011 | Швеция · Хелена Карлссон · Линеа Мартинссон · Туве Александерссон   | Чехия · Adleka Indrakowa · Дениса Косова · Тереза Новотна               | Дания · Ита Клингенберг · Эмма Клингенберг · Ида Бобах                    | результаты     |

В 2006 году чемпионкой мира среди юниоров на длинной дистанции стала Хэнни Оллстон (англ. Hanny Allston) из Австралии. Впервые в истории юниорских чемпионатов мира золото досталось представительнице не европейской страны.